# حمى الربع
حمى الربع (بالإنجليزية: Quartan fever)‏ هي أحد أنواع الملاريا الأربعة التي يمكن أن يصاب بها البشر. تحدث بشكل خاص بسبب أنواع المتصورة الملاريية، أحد الأنواع الستة من جنس الأوليات المتصورة. حمى الربع هي شكل من أشكال الملاريا حيث تظهر الحمى في فترة ثلاثة إلى أربعة أيام، ومن هنا يأتي اسم «الربع». تنتقل عن طريق لدغات إناث البعوض المصابة من جنس الأنوفيلة. تشمل الأعراض حمى تتراوح من 40 إلى 41 درجة مئوية تقريبًا وتحدث بشكل دوري على فترات 72 ساعة. على الرغم من حدوث حالات من الملاريا في جميع أنحاء العالم، إلا أن حمى الربع تحدث عادةً في المناطق شبه الاستوائية. تعتبر حمى الربع من الأشكال الأقل خطورة من حمى الملاريا ويمكن الشفاء منها عن طريق العلاجات المضادة للملاريا ويمكن اتباع طرق الوقاية من أجل تجنب العدوى.

## الأسباب
أنثى البعوض الأنوفيلة هي الناقل الذي ينقل حمى الربع إلى الناس. البعوض الناضج يحمل أبواغًا أحادية النواة في غدده اللعابية، تدخل هذه الطفيليات (المتصورة الملاريية) في مجرى دم الإنسان عندما يثقب البعوض لحم الإنسان أثناء عملية مص الدماء. تهاجم هذه الأبواغ الخلايا البرنشيمية للكبد وتعيش فيها من أجل التطور. بمجرد أن تنضج، تتطور هذه الأبواغ إلى أقسومات أحادية النواة. تنضج هذه الأقسومات إلى ششيزونت (schizonts) في مرحلة كرات الدم الحمراء التي تحتوي على أقسىومات. ثم تتمزق الشيزونتات لتطلق هذه الأقسومات؛ مما يؤدي إلى المزيد من الالتهابات في خلايا الدم الحمراء. يمكن أيضًا أن تنضج هذه الأقسى ومات لتصبح عرسية يمكنها غزو وإصابة بعوض الأنوفليات الإناث الأخرى، وبالتالي انتشار المرض على عدد أكبر من البشر.

## العلاج
- الكلوروكين دواء مضاد للملاريا قابل للذوبان في الماء ويستخدم لعلاج حمى الربع. يتم تناوله في شكل أقراص مضغوطة للبلع ويمتصه الجهاز الهضمي.[4]
- يستخدم هيدروكسي كلوروكوين، وهو مضاد آخر للملاريا، لعلاج حمى الربع. عادة ما يتم إعطاء هيدروكسي كلوروكين للمرضى الذين يعانون من نوبات الذئبة. كل من هيدروكسي كلوروكين وكلوروكين لهما آثار جانبية لسمية واعتلال الشبكية عند إعطائها للمرضى المصابين. تشمل الآثار الضارة لعقار الكلوروكين التهيج والقلق والارتباك وعدم الراحة في الجهاز الهضمي، عدم وضوح الرؤية و/أو اعتلال الشبكية الدائم.[5]
- يُعطى سلفادوكسين-بيريميثامين (SP) للحوامل. ثبت أن جرعتين إلى ثلاث جرعات من SP لتقليل مستويات الملاريا المشيمية وتقليل خطر الإصابة بفقر الدم المتوسط إلى الشديد.[6]

## الوقاية
تتضمن طرق تقليل التعرض لبعوضة الأنوفيلة ما يلي:
- يعتبر الرش الموضعي للأماكن المغلقة واحداً من أكثر الطرق استخدامًا للوقاية من الملاريا من خلال الحملة العالمية لاستئصال الملاريا. الرش هو طريقة تستخدم للسيطرة على أوبئة الملاريا.[7][8]
- الناموسيات المعالجة بالمبيدات الحشرية فعالة في منع ملامسة البعوض لمدة ثلاث سنوات. تحمي منظمة الصحة العالمية (WHO) على وجه التحديد الأطفال الصغار والحوامل من أجل الحد من خطر انتشار حمى الربع بين السكان.[7][8]
- يعتبر إعطاء سلفادوكسين-بيريميثامين (SP) للنساء الحوامل أيضًا مصدرًا للوقاية من أجل تقليل مخاطر فقر الدم لدى الأمهات، وانخفاض معدل المواليد، ووفيات الفترة المحيطة بالولادة. يقلل SP من تأثير حمى الربع على الأطفال حديثي الولادة ويقلل من معدل الوفيات. تُعرف طريقة الوقاية هذه باسم «الوقاية الكيميائية».[9]
- تحسين المنزل هو أيضا وسيلة للوقاية. البيوت التقليدية المكونة من مواد طبيعية عرضة للثغرات التي تسمح بدخول بعوض الأنوفيلة. تحسينات المنزل بما في ذلك النوافذ والأبواب المغلقة تقلل من خطر ملامسة البعوض المصاب.[10]
- إدارة مصادر اليرقات[11] مثل التحكم في البيئات المائية ومراقبتها من أجل منع بعوض الأنوفيلة من التطور الكامل.[7] يتطلب البعوض بيئات مائية حتى ينضج ويتطور بشكل كامل. بمجرد أن يفقس بيض البعوض، يجب أن تعيش اليرقة في الماء وتتطور إلى خادرة. ثم تنضج مرحلة الخادرة لتصبح بعوضة مكتملة النمو وتخرج من موطنها المائي. عند إزالة أي علب مملوءة بالماء من المنطقة المحيطة، تتوقف دورة حياة البعوض وتعمل كطريقة لتقليل تعداد البعوض داخل المنطقة المحيطة.[12]
- يمكن أن تعمل الملابس كحاجز مادي لمنع تعرض البعوض للحوم ليتغذى عليها، كما أن معالجة الأسِرّة والملابس بالمبيدات الحشرية /المواد الطاردة للحشرات يمكن أن تقلل من فرص البعوض المصاب بالعدوى من لدغ الحمى الرباعية ونقلها للأفراد.
- تجنب المناطق التي بها أعداد كبيرة من البعوض، وخاصةً الحمى الرباعية وسلالة المتصورة الملاريية.[7]
- تجنب السفر إلى المناطق التي تتمتع بمناخ شبه استوائي لمنع العدوى وتطور حمى الربع.[7]
- تساعد طريقة استخدام السكر السام كطُعم التي ينحذب لها البعوض في تقليل تعداد بعوض الأنوفيلة، وفي النهاية تقليل احتمالية الإصابة بحمى الربع.[7]
- يتغذى كل من ذكور وإناث البعوض على السكر ويحتاج إليه لكي يبقى على قيد الحياة ولذلك يتم استخدام السكر السام كطُعم (طعم السكر السام الجاذب) (ATSB) وبذلك يبتلع البعوض هذا السم الفموي منخفض الخطورة مثل حمض البوريك. هذا يؤدي إلى موت البعوض ويقلل من أعدادها.[13]